# 香農 (伊利諾伊州)
香農（英語：Shannon）是位於美國伊利諾伊州卡洛爾縣的一個村落。

## 地理
香農的座標為42°09′07″N 89°44′25″W / 42.15194°N 89.74028°W，而該地最高點為海拔高度279米（即915英尺）。

## 人口
根據2010年美國人口普查的數據，香農的面積為1.24平方千米，當中陸地面積為1.24平方千米，而水域面積為0.00平方千米。當地共有人口757人，而人口密度為每平方千米610人。